# Oggebbio
Oggebbio (Ugebi in dialetto locale) è un comune italiano di 803 abitanti della provincia del Verbano-Cusio-Ossola, sulla sponda piemontese del Lago Maggiore. Si tratta di un comune sparso, costituito da quindici piccoli villaggi, alcuni in riva al Lago Maggiore e altri posti sui rilievi circostanti; la sede comunale è nella frazione Gonte.
Il comune fa parte dell'unione di comuni del Lago Maggiore.

## Geografia
Il territorio comprende parte del Lago Maggiore, con variazioni altimetriche che raggiungono i 1 250 metri s.l.m. nella frazione di Piancavallo.

## Origini del nome
L’etimo del toponimo Oggebbio deriverebbe dal latino Eugebium, con il significato di terra della dolce vita.

## Storia
I reperti rinvenuti nella zona fanno risalire i primi insediamenti all'età del ferro. 
Oggebbio è stato un feudo appartenente alla famiglia Morigi, detta anche Moriggia, che risiedeva nel castello di Frino.
In questa località è ambientato il romanzo La stanza del vescovo di Piero Chiara; ancora esiste la darsena cui si è ispirato l'autore, in quella che un tempo era Villa Ostali, affacciata sull'imbarcadero.
Oggebbio costituisce uno dei punti chiave della linea Cadorna, linea difensiva che serviva a prevenire un'invasione austriaca dalla Svizzera.

### Simboli
Lo stemma e il gonfalone sono stati concessi con decreto del presidente della Repubblica del 16 ottobre 1954.
Il gonfalone è un drappo di azzurro.

## Monumenti e luoghi d'interesse

### Architetture religiose
Chiesa parrocchiale di San PietroSituata nella frazione di Gonte, in alcuni documenti viene citata già a partire dal XII secolo come cappella della pieve di San Vittore a Intra, da cui si distaccò nel 1606. L'interno è diviso in tre navate, con il soffitto ricoperto da affreschi che narrano la vita di Gesù, e conserva un prezioso crocifisso del 1712, opera dello scultore milanese Pietro Frasa. Il campanile, con i suoi 42 metri d'altezza, risulta essere il più alto del Verbano.
Oratorio della Natività di MariaSituato nella frazione di Cadessino, risale al XV secolo. La pianta è a navata unica e termina in un coro poligonale. Elemento di pregevole fattura dell’oratorio è il grande ciclo di affreschi quattrocenteschi. All'esterno il campanile a pianta quadrata, in stile romanico, è stato edificato fra l’XI e il XII secolo ed è stato dichiarato monumento nazionale.

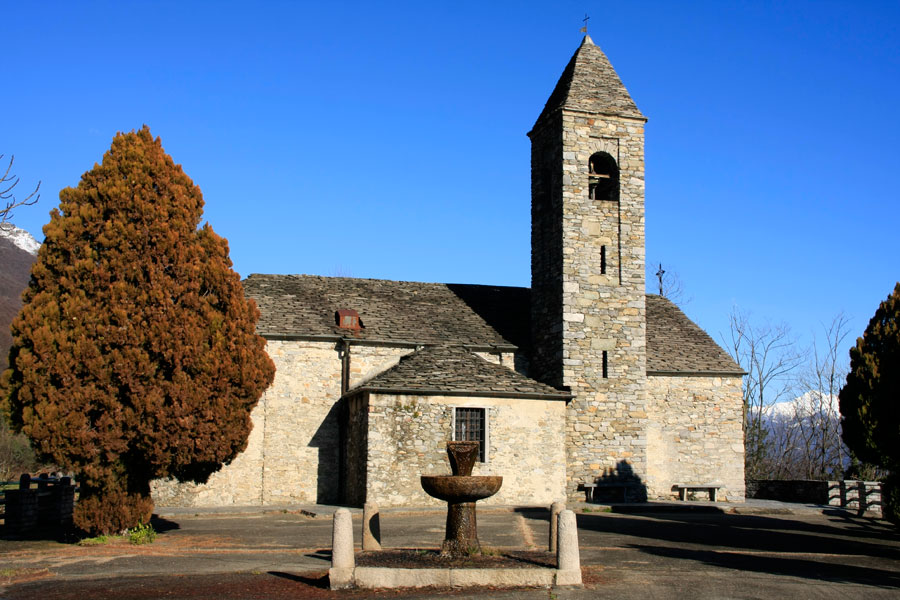
L'oratorio di Sant'Agata

Oratorio di Sant'AgataSituato a Novaglio, possiede un impianto romanico con aggiunta di elementi gotici e rinascimentali. L'oratorio ha subito modifiche tra il XVII secolo e il XVIII secolo, tra cui il capovolgimento dell'orientamento. Secondo una leggenda, si pensa che l'oratorio sia una delle cento chiese edificate nel IV secolo da san Giulio e san Giuliano, che diffusero il Cristianesimo nelle terre del Novarese e del Verbano.
Altre architetture religiose
- Oratorio dei Santi Quirico e Defendente, a Camogno, 1792.[15]
- Oratorio di Sant'Antonio abate, a Travallino, XVII secolo.[16]
- Oratorio di San Rocco, a Pieggio, XVII secolo.[17]
- Oratorio di San Carlo Borromeo, a Gonte presso il cimitero, 1673.[18]
- Oratorio di San Bernardo da Mentone, a Barbè Superiore, XVI secolo.[19]
- Oratorio di Sant'Antonio da Padova, a Ressiga, XVII secolo.[20]

### Architetture civili
Villa AnelliSituata nella frazione di Gonte, possiede un giardino privato, costruito nel 1872, di grande architettura paesaggistica del periodo romantico; oggi ospita una ricca collezione di camelie riconosciuta a livello mondiale.
Villa SolitudineSituata sul lungolago di Oggebbio, di stile classico, è immersa in un vasto parco di 44000 m². Era la casa del noto professore Giovanni Polli, che proprio nella villa effettuò studi approfonditi sul sangue e esperimenti sulla purificazione dei cadaveri col fuoco, attraverso la cremazione.
Villa Drahnet-ZervudachiÈ una delle più imponenti dimore del Lago Maggiore, acquistata dal ricchissimo pascià Drahnet, al quale si deve il gusto arabeggiante con cui fu abbellito l'immenso parco della villa. Costruita nella seconda metà del XIX secolo, ma modificata negli anni Venti per volere del pascià Dhranet, l’impianto planimetrico è costituito da un massiccio blocco che si eleva per tre piani fuori terra, poggianti su di un imponente basamento, composto a sua volta da due piani e sormontato dal piano sottotetto. Caratteristica dell’alzato è il forte contrasto creato dal bugnato, che riveste la superficie muraria dei due piani del basamento, sulle delicate pareti decorate a stucco dei piani superiori. Oggi, rilevata da alcune società, la villa è stata adibita a residence.

### Architetture militari

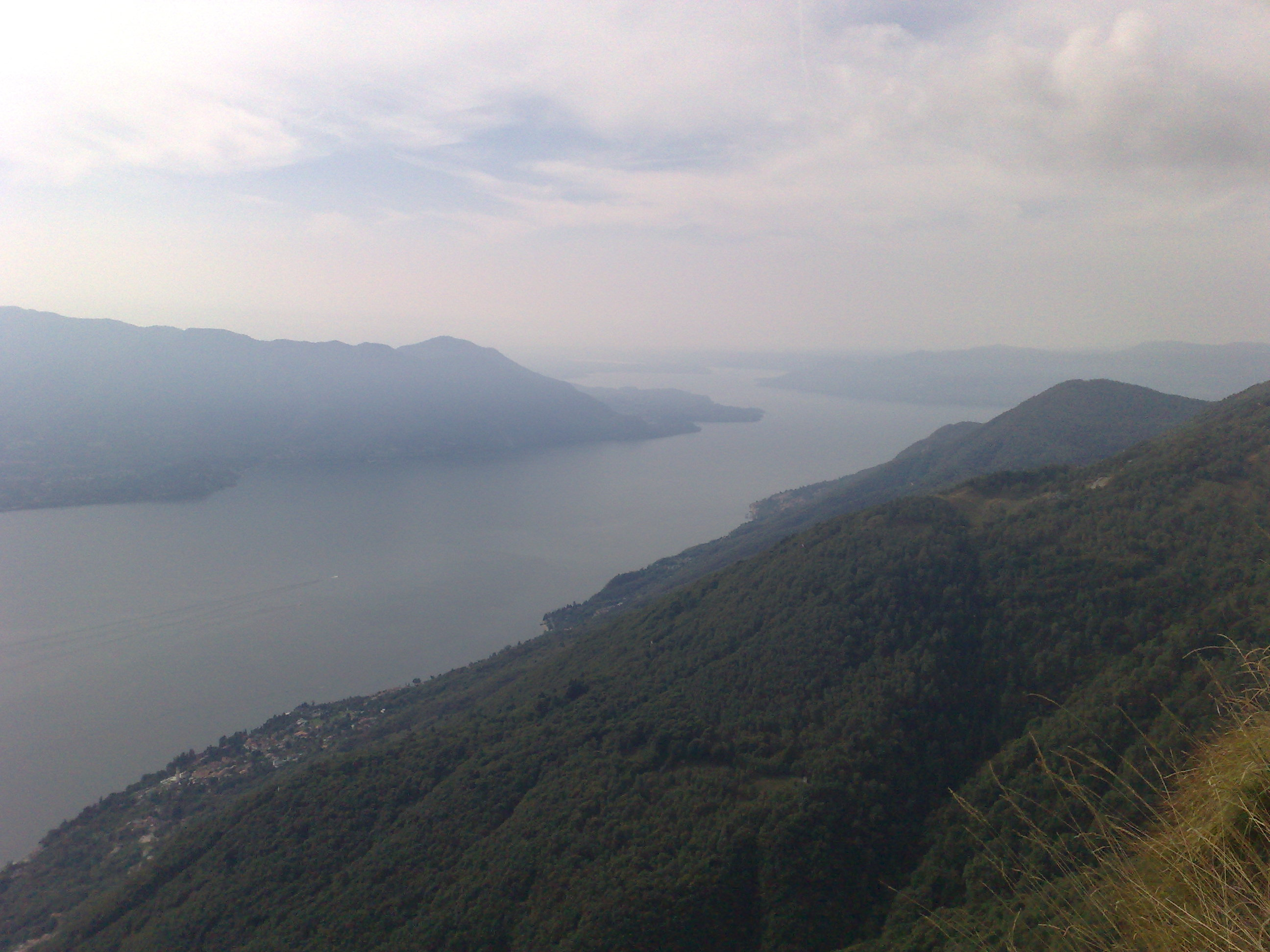
La vista sul Lago Maggiore dal Morissolo

Linea CadornaÈ un sistema difensivo italiano, voluto dall'omonimo generale verbanese Luigi Cadorna, ideato per difendere l'Italia da una possibile invasione austriaca e tedesca dalla Svizzera. Fu costruita durante la prima guerra mondiale, tra il 1916 e il 1918. La linea, che comprende parte del territorio comunale, fa parte del settore I Verbano-Toce. Il monte Morissolo, con i suoi 1 311 metri, rappresenta una delle principali piazzeforti e al suo interno ospita numerose gallerie e sale che in passato dovevano ospitare cannoni a canna rigata da 149A, in grado di sparare a 14 km di distanza. La costruzione della linea ebbe un impatto positivo sulla popolazione locale, in quanto offrì un lavoro retribuito a muratori e scalpellini.

## Società

### Evoluzione demografica
Abitanti censiti

### Etnie e minoranze straniere
Secondo i dati ISTAT, al 1º gennaio 2018 la popolazione straniera era di 62 persone, il 7,3% della popolazione totale. Le nazionalità maggiormente rappresentate erano:
- Russia: 10
- Germania: 10
- Albania: 9
- Ucraina: 7
- Svizzera: 6

## Geografia antropica

### Frazioni
Barbè, Cadessino, Cadivecchio, Camogno, Dumera, Gonte (capoluogo), Mozzola, Novaglio, Piancavallo, Piazza, Pieggio, Quarcino, Rancone, Resiga, Spasolo, Travallino.

### Alpeggi
Colle, Manegra, Casola.

## Infrastrutture e trasporti
Il territorio comunale è attraversato dalla strada statale 34 del Lago Maggiore, che tuttavia passa solo sul lungolago di Oggebbio e Barbè Inferiore.
Il trasporto pubblico è gestito dalla VCO Trasporti, tramite il servizio extraurbano tra Pallanza e Brissago.

## Amministrazione

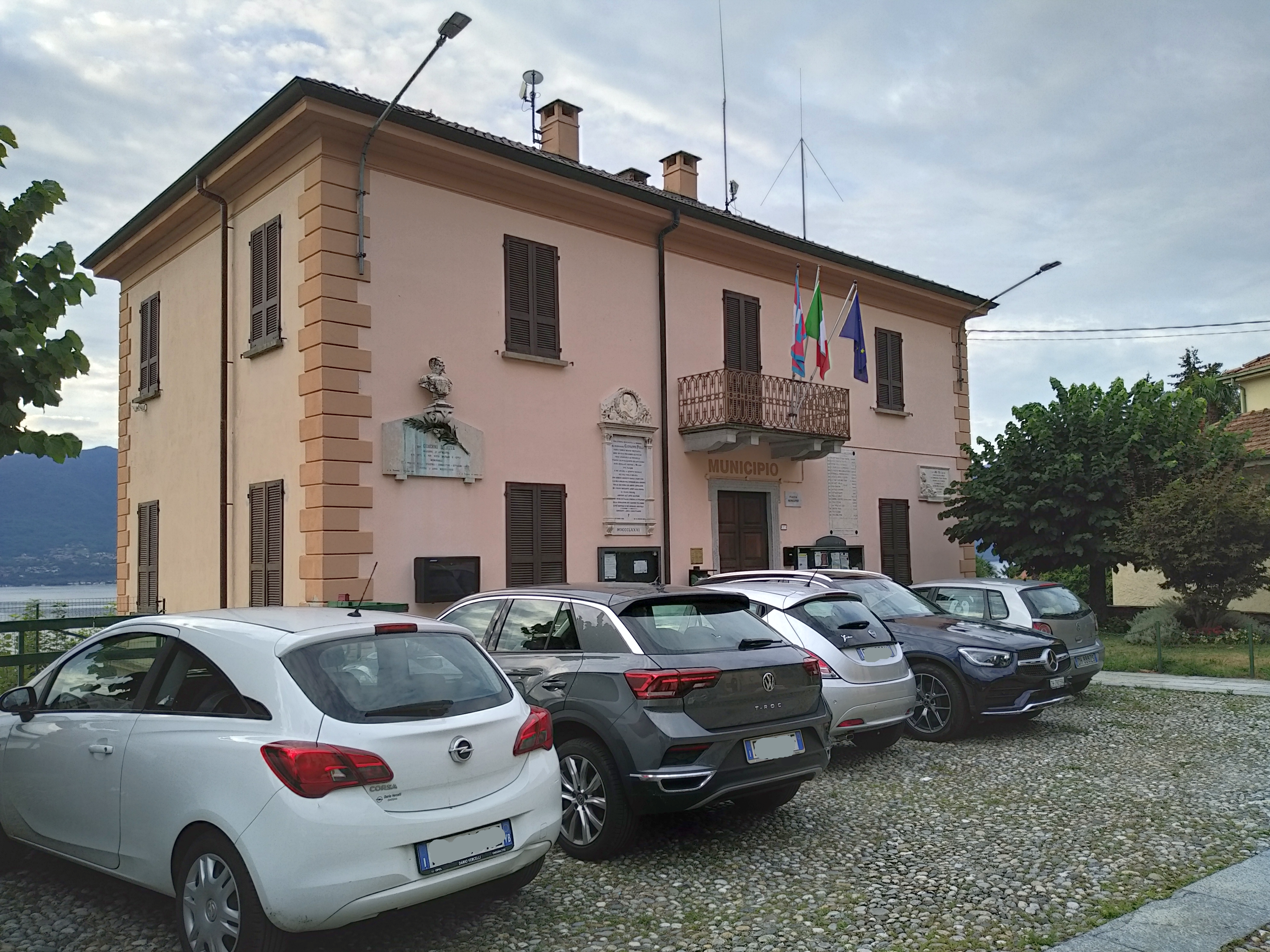
Il municipio

Di seguito è presentata una tabella relativa alle amministrazioni che si sono succedute in questo comune.
| Periodo        | Periodo        | Primo cittadino | Partito                         | Carica  | Note   |
| -------------- | -------------- | --------------- | ------------------------------- | ------- | ------ |
| 24 aprile 1995 | 14 giugno 1999 | Sergio De Monti | centro                          | Sindaco | [ 26 ] |
| 14 giugno 1999 | 14 giugno 2004 | Sergio De Monti | lista civica                    | Sindaco | [ 26 ] |
| 14 giugno 2004 | 8 giugno 2009  | Gisella Polli   | lista civica                    | Sindaco | [ 26 ] |
| 8 giugno 2009  | 26 maggio 2014 | Gisella Polli   | lista civica                    | Sindaco | [ 26 ] |
| 12 giugno 2014 | 25 maggio 2019 | Gisella Polli   | lista civica Oggebbio per tutti | Sindaco | [ 26 ] |
| 25 maggio 2019 | "In carica"    | Alessio Ferrari | lista civica                    | Sindaco | [ 26 ] |